# Дуров Микола Валерійович
Микола Валерійович Дуров (рос. Никола́й Вале́рьевич Ду́ров; нар. 21 листопада 1980 року) — російський програміст і математик. Старший брат Павла Дурова, разом із яким він заснував соцмережу «ВКонтакті» і Telegram.

## Життєпис

### Ранні роки, освіта
1996, 1997 і 1998 років Микола брав участь у Міжнародній математичній олімпіаді та вигравав золоту медаль на кожному з конкурсів. 1995, 1996, 1997 та 1998 років він здобув одну золоту та три срібні медалі на Міжнародній олімпіаді з інформатики. Був членом команди Асоціації обчислювальної техніки Санкт-Петербурзького університету, яка виграла Міжнародну студентську олімпіаду з програмування 2000 та 2001 років.
Свій перший ступінь кандидата наук Дуров отримав у Санкт-Петербурзькому державному університеті 2005 року. Він продовжив математичну освіту в Боннському університеті і 2007 року отримав ще один ступінь кандидата наук, захистивши роботу «Новий підхід до геометрії Аракелова» під керівництвом Герда Фальтінга.

### Дослідження
Дуров ввів комутативну алгебраїчну монаду як узагальнення локальних об'єктів в узагальнену алгебраїчну геометрію. У ній були представлені версії тропічної геометрії, абсолютної геометрії над полем з одним елементом та алгебраїчний аналог геометрії Аракелова.
Він обіймав посаду старшого наукового співробітника лабораторії алгебри Санкт-Петербурзького відділу Інституту математики ім. Стеклова РАН.

### Інша діяльність
Дуров працював провідним розробником команди «ВКонтакті» до 2013 року. Разом зі своїм братом Павлом він заснував мессенджер Telegram та розробив протокол MTProto для Telegram 2013 року. Окрім того, Дурова вважають автором даркнет-платформи TON (Telegram Open Network).

### Розшук
Після арешту брата Павла 28 серпня 2024 року влада Франції видала ордер на арешт Миколи Дурова. Ордери на арешт братів Дурових були видані 25 березня, після того, як платформа не надала жодної відповіді на попередні судові запити щодо ідентифікації користувача Telegram.